# Jorge Murcia Riaño
Jorge Murcia Riaño (Bogotá, 20 de octubre de 1895-ibidem, 15 de noviembre de 1944) fue un sacerdote católico colombiano.

## Biografía
Fue el fundador de la Congregación de Hermanas de San Juan Evangalista, y de varias obras sociales a lo largo de su país. También fue el artífice de la imagen de María en el cerro de Guadalupe, de Bogotá.
Fue declarado Siervo de Dios el 16 de noviembre de 2003, por lo que la causa de su canonización se mantiene abierta a la fecha.